# Otto II van Zutphen
Otto II, de Rijke, (ca. 1060 – 1113) was een jongere zoon van graaf Godschalk van Zutphen en Adelheid van Zutphen. Otto volgde zijn vader op als graaf van Zutphen en voogd van de Abdij van Corvey. De abdij zou Otto en diens zoon Hendrik later van zelfverrijking beschuldigen. In 1107 ontving hij van keizer Hendrik V de functie van graaf in Oostergo en Westergo, in ruil voor bezittingen bij Alzey. Deze graafschappen waren echter al beleend aan de bisschop van Utrecht, wat leidde tot voortdurend conflict tussen de bisschop en Otto. In 1105 herbouwde hij de Sint Walburgiskerk in Zutphen nadat die was afgebrand en liet relieken van Sint Justus (vermoedelijk van Beauvais) overbrengen van Corvey naar Zutphen. Otto en zijn vrouw werden in deze kerk begraven.

## Huwelijken en kinderen

Stamwapen

Men vermoedt dat Otto tweemaal was getrouwd. Zijn eerste vrouw met een onbekende naam zou een verwante van de Hohenstaufen zijn geweest. Zij zouden een dochter genaamd Adelheid hebben gekregen. Maar het is ook mogelijk dat deze Adelheid de echtgenote was. Zijn tweede vrouw moet Judith of Jutta van Arnstein zijn geweest met wie hij omstreeks 1085 trouwde. Judith was mogelijk de jongste van Jutta Arnoldsdochter van Arnstein en Lodewijk de graaf van Arnstein. Met haar kreeg Otto drie zonen, en een dochter. Volgens De Groot zou ze echter de zuster van keizer Lotharius III van Supplinburg zijn. Judith overleed in 1118.
Otto kreeg onder andere de volgende kinderen:
- mogelijk Adelheid (uit zijn speculatieve eerste huwelijk, het zou ook kunnen dat met Adelheid zijn echtgenote bedoeld wordt.)
- Hendrik I van Zutphen
- Diederik II van Münster, bisschop
- Gerardus de Lon, graaf van Lohn
- Ermgard van Zutphen (1090 - ca.1136) gehuwd met Gerard II van Wassenberg-Gelre, daarna met Conrad van Luxemburg.[7]